# 吉列爾莫·羅德里格斯·拉臘
吉列爾莫·羅德里格斯·拉臘（西班牙語：Guillermo Rodríguez Lara，1923年11月4日—），自1972年2月6日至1976年1月11日担任厄瓜多尔总统。
羅德裏格斯·拉臘出生于科托帕希省的普希利縣，作为陆军司令，他发动军事政变，使前总统何塞·马里亚·贝拉斯科·伊瓦拉流亡到阿根廷布宜诺斯艾利斯。
在他统治期间，用国家的石油储备资金兴建医院、学校、道路（值得注意的是铺路基多-卡尔奇铁路），位于埃斯梅拉达的炼油厂和设备則为军队服务。1976年军方剥夺了他的权力，罗德里格斯·拉腊被迫辞职。
2023年11月4日，吉列爾莫·羅德里格斯·拉臘迎來了自己的百歲生日。